# Lenkiwzi (Schepetiwka)
Lenkiwzi (ukrainisch Ленківці; russisch Ленковцы Lenkowzy, polnisch Lenkowce) ist ein Dorf im Norden der ukrainischen Oblast Chmelnyzkyj mit etwa 900 Einwohnern.

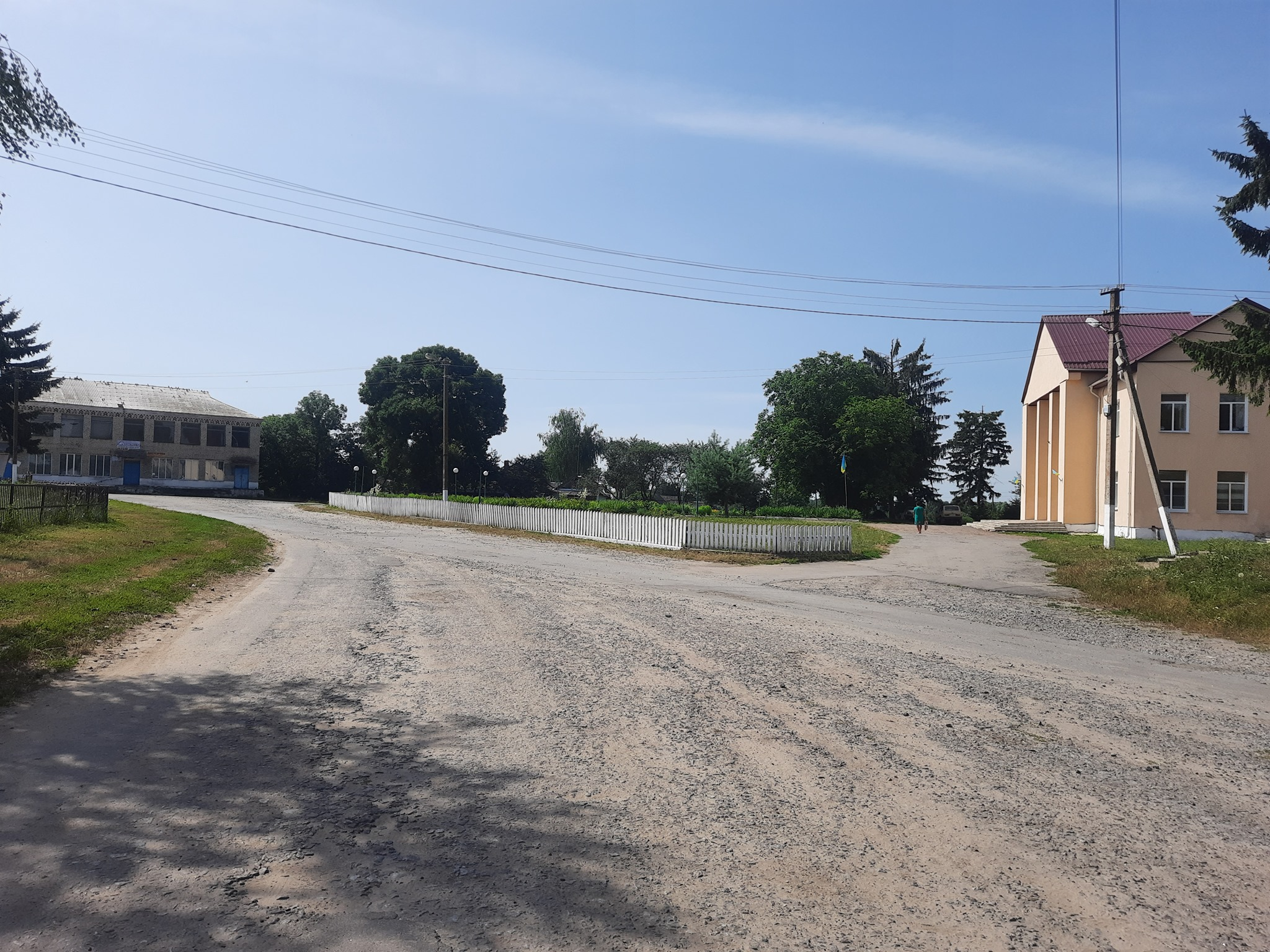
Blick auf den Ort

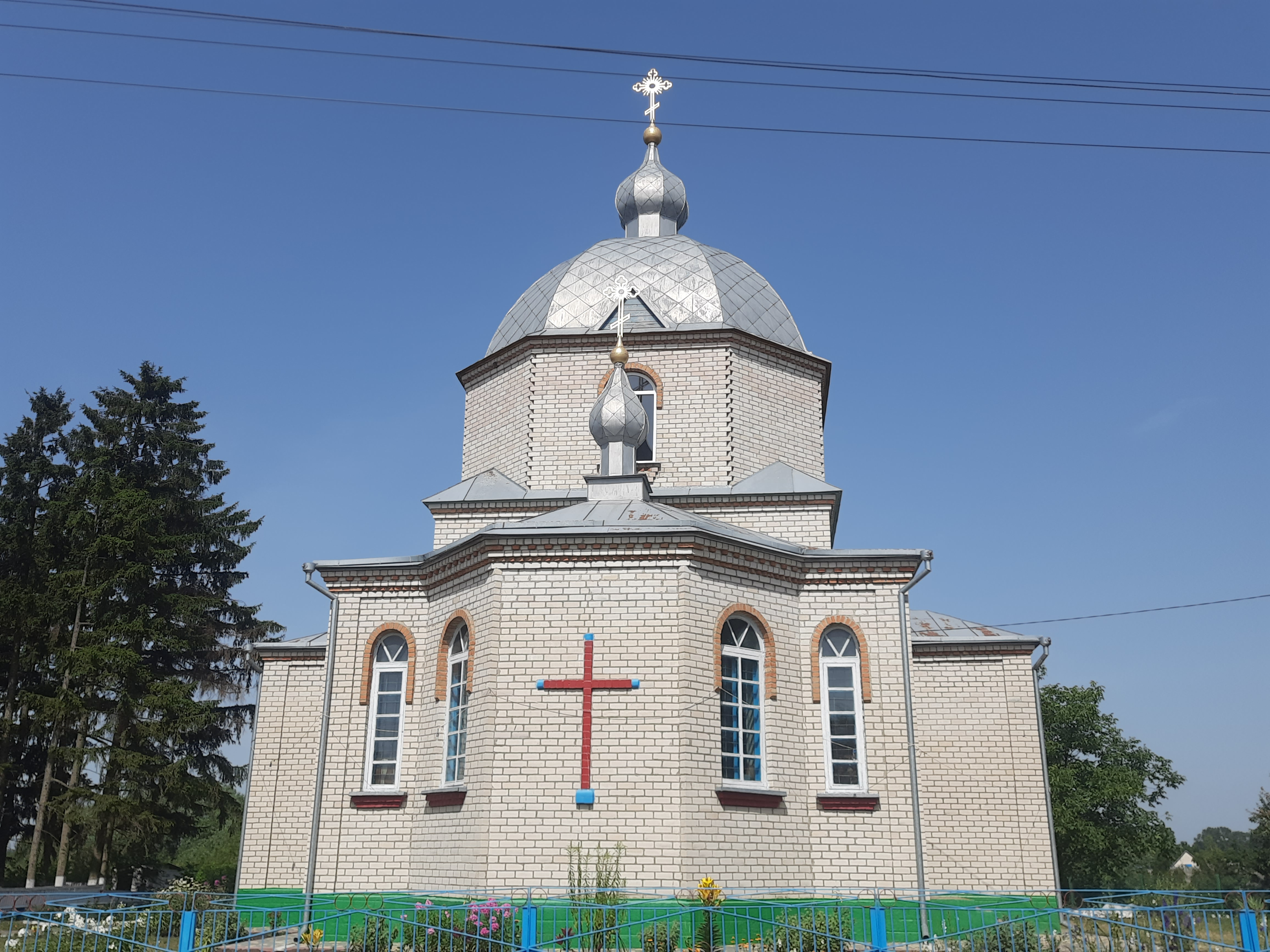
Kirche im Ort

Das Dorf wurde Anfang des 19. Jahrhunderts zum ersten Mal schriftlich erwähnt und liegt am nördlich des Flusses Besimenna (Безіменна) an der Kreuzung der ukrainischen Nationalstraße N 25 mit der N 02, 18 Kilometer südlich der Rajonshauptstadt Schepetiwka und 66 Kilometer nördlich der Oblasthauptstadt Chmelnyzkyj.

## Verwaltungsgliederung
Am 13. September 2016 wurde das Dorf zum Zentrum der neugegründeten Landgemeinde Lenkiwzi (Ленковецька сільська громада/Lenkowezka silska hromada). Zu dieser zählen auch die 16 in der untenstehenden Tabelle aufgelisteten Dörfer, bis dahin bildete es zusammen mit dem Dorf Step die gleichnamige Landratsgemeinde Lenkiwzi (Ленковецька сільська рада/Lenkowezka silska rada) im Süden des Rajons Schepetiwka.
Folgende Orte sind neben dem Hauptort Lenkiwzi Teil der Gemeinde:
| Name                     | Name            | Name                                    |
| ukrainisch transkribiert | ukrainisch      | russisch                                |
| ------------------------ | --------------- | --------------------------------------- |
| Bilopil                  | Білопіль        | Белополь (Belopol)                      |
| Brykulja                 | Брикуля         | Брыкуля                                 |
| Koskiw                   | Коськів         | Коськов (Koskow)                        |
| Kossa Rischniwka         | Коса Рішнівка   | Косая Решнёвка (Kossaja Reschnjowka)    |
| Lawryniwzi               | Лавринівці      | Лавриневцы (Lawrinewzy)                 |
| Markiwzi                 | Марківці        | Марковцы (Markowzy)                     |
| Mokijiwzi                | Мокіївці        | Мокиевцы (Mokijewzy)                    |
| Pyljaji                  | Пиляї           | Пиляи (Piljaji)                         |
| Soschky                  | Сошки           | Сошки (Soschki)                         |
| Stari Bejsymy            | Старі Бейзими   | Старые Бейзимы (Staryje Beisimy)        |
| Step                     | Степ            | Степь                                   |
| Sulschyn                 | Сульжин         | Сульжин (Sulschin)                      |
| Tschotyrboky             | Чотирбоки       | Четырбоки (Tschetyrboki)                |
| Welyka Rischniwka        | Велика Рішнівка | Великая Решнёвка (Welikaja Reschnjowka) |
| Werbiwzi                 | Вербівці        | Вербовцы (Werbowzy)                     |
| Wyschnewe                | Вишневе         | Вишнёвое (Wischnjowoje)                 |